# Лычанка
Лы́чанка (укр. Ли́чанка) — село, входит в Киево-Святошинский район Киевской области Украины.
Население по переписи 2001 года составляло 1000 человек. Почтовый индекс — 08127. Телефонный код — 04598.

## Местный совет
08127, Киевская обл., Киево-Святошинский район, село Лычанка, ул. Центральная 62
График работы: с 8:30 до 17:15 понедельник-пятница, обеденный перерыв: с 13:00 до 13:45.
Код ЕДРПОУ: 22202520
КОАТУУ: 3222484601